# Sune Andersson
Sune Andersson (Södertälje, Södermanland, 22 de febrer de 1921 - Solna, 29 d'abril de 2002) fou un futbolista suec de les dècades de 1950 i 1960 i més tard entrenador de futbol.

## Trajectòria
Pel que fa a clubs, defensà nombrosos clubs des de finals dels anys 1930 fins a començaments dels anys 1970. Destacà a l'AIK i a l'AS Roma de la Serie A. Jugà 28 cops amb la selecció sueca. Guanyà la medalla d'or als Jocs Olímpics de 1948. També participà en el Mundial del Brasil 1950 on fou tercer classificat. Un cop retirat continuà lligat al futbol com a entrenador, dirigint diversos clubs modestos.